# Barbara Skrzypek
Barbara Skrzypek z domu Trojnar (ur. 8 stycznia 1959 w Gorlicach, zm. 15 marca 2025 w Warszawie) – polska urzędniczka i sekretarka, współpracownica prezesa PiS Jarosława Kaczyńskiego.

## Życiorys
Córka Józefa i Bronisławy. Pochodziła z Gorlic, gdzie w 1978 ukończyła naukę w I Liceum Ogólnokształcącym im. Marcina Kromera. W połowie września 1980 podjęła pracę w Urzędzie Rady Ministrów PRL. Przez dziewięć kolejnych lat pracowała tam u boku czterech premierów PRL, kolejno: Józefa Pińkowskiego, Wojciecha Jaruzelskiego, Zbigniewa Messnera i Mieczysława Rakowskiego. Pełniła funkcje starszego referenta i starszego statystyka w kancelarii tajnej, w gabinecie premiera oraz w gabinecie szefa URM gen. Michała Janiszewskiego. W URM była zatrudniona do 10 września 1989. Wówczas przeszła do pracy w Kancelarii Prezydenta PRL gdzie została ponownie sekretarką gen. Janiszewskiego jako szefa Kancelarii Prezydenta PRL Wojciecha Jaruzelskiego.
W okresie związania z PiS pełniła funkcję szefowej kancelarii oraz dyrektora biura prezydialnego partii. Była pełnomocniczką Instytutu im. Lecha Kaczyńskiego – głównego udziałowca spółki Srebrna, w której sama również posiadała dwa udziały. W 2020 przeszła na emeryturę.
W 2018 na łamach tygodnika „Wprost” została ulokowana na 41. miejscu w rankingu 50 najbardziej wpływowych Polek i Polaków, uznając ją za „najbardziej tajemniczą i zarazem jedną z najważniejszych kobiet w polskiej polityce”.
Postać Barbary Skrzypek stała się szerzej znana za sprawą serialu internetowego Ucho Prezesa, w którym Izabela Dąbrowska wcieliła się rolę „pani Basi”, sekretarki Prezesa.
Zmarła 15 marca 2025 z powodu zawału tylnej ściany serca. Trzy dni przed śmiercią była przesłuchiwana w charakterze świadka w Prokuraturze Okręgowej w Warszawie w sprawie tzw. „dwóch wież”, co wywołało szeroki rozgłos medialny, a w ocenie niektórych uczestników życia publicznego, m.in. Jarosława Kaczyńskiego, mogło przyczynić się do jej śmierci. 
Podnoszono zarzut, że prowadząca przesłuchanie prokurator Ewa Wrzosek nie dopuściła do udziału w nim pełnomocnika Barbary Skrzypek, który stawił się wraz z nią w prokuraturze, mimo złożenia przez nią takiego wniosku uzasadnianego złym stanem zdrowia i obecnością dwóch pełnomocników zawiadamiającego. 
Jednakże sama Skrzypek nie zgłaszała żadnych nieprawidłowości dotyczących przesłuchania, co wynika z treści jego protokołu ujawnionego przez prokuraturę. Ani ona, ani nikt z jej rodziny nie zgłaszał pogorszenia się jej stanu zdrowia, co miałoby być konsekwencją przesłuchania.
Po śmierci Barbary Skrzypek prokuratura wydała oświadczenie, w którym wskazano na brak zasadności łączenia jej śmierci z przesłuchaniem oraz zapowiedziano podjęcie kroków prawnych wobec osób sugerujących taki związek, a także wskazano, że interes prawny świadka nie wymagał obecności pełnomocnika w trakcie przesłuchania. Sprawa okoliczności przesłuchania Barbary Skrzypek stała się tematem listu prezydenta Andrzeja Dudy do premiera Donalda Tuska, w którym domagał się on wyjaśnień odnośnie działań prokuratury, a także interwencji Rzecznika Praw Obywatelskich w Prokuraturze Krajowej.
22 marca 2025 została pochowana na cmentarzu parafialnym w Gorlicach. Prezydent RP Andrzej Duda pośmiertnie odznaczył ją Krzyżem Kawalerskim Orderu Odrodzenia Polski „za wybitne zasługi w służbie państwu i społeczeństwu”.